# Singspiel
Singspiel ([zingšpíl], německy „zpěvohra“) je žánr opery, který obsahuje zpěvná čísla a mezi nimi mluvené dialogy. Vyvinul se v 18. století jako především komická forma; opery tohoto typu, které se dnes častěji uvádějí, jsou však spíše tragické (Beethovenův Fidelio a Weberův Čarostřelec).

## Seznam singspielů
Seznam nemusí být úplný. 
- Johann Adam Hiller:
  - Die Liebe auf dem Lande, 1768
  - Der Dorfbarbier, 1771
- Antonio Salieri:
  - Der Rauchfangkehrer, Vídeň 1781
  - Die Neger, Vídeň 1802/1804
- Wolfgang Amadeus Mozart:
  - Bastien a Bastienka, Vídeň 1768
  - Zaide (fragment), 1781
  - Únos ze serailu, Vídeň 1782
  - Divadelní ředitel, Vídeň 1786
  - Kouzelná flétna, Vídeň 1791
- Carl Ditters von Dittersdorf: Doktor und Apotheker, Vídeň 1786
- Johann Friedrich Reichardt: Erwin und Elmire, 1790, text: Johann Wolfgang von Goethe
- Peter von Winter:
  - Das unterbrochene Opferfest, Vídeň 1796
  - Der Zauberflöte zweyter Theil. Das Labyrinth, Vídeň 1798
- Joseph Weigl: Die Schweizer Familie, Vídeň 1809
- Carl Maria von Weber: Abu Hassan, Mnichov 1811
- Giacomo Meyerbeer: Wirth und Gast, Stuttgart 1813
- Franz Danzi: Turandot, Karlsruhe 1816, text podle Carla Gozziho
- Conradin Kreutzer:
  - Melusina, Berlin 1833, text Franze Grillparzera
  - Das Nachtlager in Granada, Vídeň 1834 (verze s mluvenými dialogy), text Karla von Braun
- Heinrich Marschner: Der Holzdieb, Dresden 1825
- Franz Schubert:
  - Des Teufels Lustschloß, Vídeň 1813 (UA: 1978), text: August von Kotzebue
  - Claudine von Villa Bella, 1815, text: Johann Wolfgang Goethe
  - Der vierjährige Posten, 1815 (UA 1896)
  - Die Zwillingsbrüder, Vídeň 1820
  - Die Verschworenen oder Der häusliche Krieg, 1823, Vídeň 1861
- Ferdinand Raimund/Wenzel Müller: Der Alpenkönig und der Menschenfeind, Vídeň 1828
- Ferdinand Raimund/Conradin Kreutzer: Der Verschwender, Vídeň 1834
- Johann Nepomuk Nestroy (autor textu, většina zhudebnění je od Adolfa Müllera):
  - Der Talisman, Vídeň 1840
  - Das Mädl aus der Vorstadt, Vídeň 1841
  - Einen Jux will er sich machen, Vídeň 1842